# Amtsstraße 2 (Dargun)
Das Wohnhaus Amtsstraße 2 in Dargun (Mecklenburg-Vorpommern) an der B 110 stammt aus dem 19. Jahrhundert.
Das Gebäude steht unter Denkmalschutz.

## Geschichte
Dargun, mit um 4300 Einwohnern, entstand im Mittelalter beim Dorf Röcknitz, das 1216 erstmals erwähnt wurde.
In der Gründerzeit wurde im letzten Drittel des 19. Jahrhunderts das eingeschossige, traufständige, verputzte historisierende Haus mit einem Krüppelwalmdach und Fachwerkelementen im Giebel gebaut. Hier war Gränerts-Gasthof von Ortsvorsteher Karl Gränert, der hier auch wohnte. Der Saal der Gaststätte wurde in den 1960er Jahren abgerissen. Nach Gränerts Tod kam das Haus in das Eigentum der Stadt.

1999 verkaufte die Stadt das Haus und es wurde bis 2001 im Rahmen der Städtebauförderung saniert.